# Patryk Błaszczak
Patryk Michał Błaszczak – polski urzędnik służby cywilnej i dyplomata, ambasador RP w Nowej Zelandii (od 2025).

## Życiorys
Patryk Błaszczak ukończył studia w Instytucie Lingwistyki Stosowanej Uniwersytetu Warszawskiego (2007, z wyróżnieniem) oraz aplikację dyplomatyczno-konsularną Akademii Dyplomatycznej przy Ministerstwie Spraw Zagranicznych RP (MSZ).
Od 2008 zawodowo związany z MSZ. Został urzędnikiem mianowanym służby cywilnej. Pracował w Departamencie Narodów Zjednoczonych i Praw Człowieka. W latach 2008–2009 przebywał w Stałym Przedstawicielstwie RP przy Organizacji Narodów Zjednoczonych w Nowym Jorku, w latach 2009–2010 był asystentem podsekretarz stanu, w 2011 został oddelegowany do pracy w Ministerstwie Spraw Zagranicznych i Europejskich Republiki Francuskiej. W 2012 rozpoczął pracę w Ambasadzie RP w Paryżu, od 2016/2017 do 2018 na stanowisku kierownika Wydziału Politycznego tamże. Po powrocie do centrali od 2018 do 2019 był naczelnikiem Wydziału ds. Instytucjonalnych Unii Europejskiej Departamentu Polityki Europejskiej (DPE). W 2019/2020 został zastępcą dyrektora DPE ds. Europy Środkowej i Południowo-Wschodniej, w tym od grudnia 2022 do marca 2023 był pełniącym obowiązki dyrektora. Od października 2020 sprawował również funkcję Narodowego Koordynatora Współpracy Wyszehradzkiej. W latach 2023–2024 był kierownikiem Wydziału Polityczno-Ekonomicznego Ambasady RP w Kopenhadze. W styczniu 2025 objął kierownictwo Ambasady RP w Wellington jako chargé d’affaires a.i., zaś od maja 2025 jako Ambasador Nadzwyczajny i Pełnomocny RP w Nowej Zelandii, akredytowany także w Samoa i Tuvalu.
Zna biegle angielski i francuski, posługuje się też rosyjskim. Żonaty, ma jednego syna.
W 2020 „za zasługi w służbie zagranicznej, za osiągnięcia w podejmowanej z pożytkiem dla kraju działalności zawodowej i dyplomatycznej” został odznaczony Brązowym Krzyżem Zasługi.